# NBA Clutch Player of the Year Award
L'NBA Clutch Player of the Year Award è il premio conferito dalla NBA al miglior giocatore nel "clutch", ovvero gli ultimi 5 minuti di una partita in cui il distacco tra le due squadre è inferiore a 5 punti.
Il premio, introdotto dalla stagione 2022-2023, è dedicato al cestista Jerry West, eletto nel 1980 nella Naismith Memorial Basketball Hall of Fame.

## Vincitori
| Stagione  | Nazionalità | Giocatore     | Squadra          |
| --------- | ----------- | ------------- | ---------------- |
| 2022-2023 | Stati Uniti | De'Aaron Fox  | Sacramento Kings |
| 2023-2024 | Stati Uniti | Stephen Curry | G.S. Warriors    |
| 2024-2025 | Stati Uniti | Jalen Brunson | N.Y. Knicks      |